# Doumen (sockenhuvudort i Kina, Zhejiang Sheng, lat 28,20, long 120,83)
Doumen (kinesiska: 陡门, 陡门乡) är en sockenhuvudort i Kina. Den ligger i provinsen Zhejiang, i den östra delen av landet, omkring 240 kilometer söder om provinshuvudstaden Hangzhou. Antalet invånare är 2 515. Befolkningen består av 1 214 kvinnor och 1 301 män. Barn under 15 år utgör 10,0 %, vuxna 15-64 år 50 %, och äldre över 65 år 39 %.
Runt Doumen är det tätbefolkat, med 819 invånare per kvadratkilometer. Närmaste större samhälle är Liushi, 17,9 km söder om Doumen. I omgivningarna runt Doumen växer i huvudsak blandskog.
Genomsnittlig årsnederbörd är 2 185 millimeter. Den regnigaste månaden är juni, med i genomsnitt 368 mm nederbörd, och den torraste är januari, med 71 mm nederbörd.